# Samalga
Samalga è la più occidentale isola del gruppo delle Fox nell'arcipelago delle Aleutine orientali e appartiene all'Alaska (USA). È lunga 6,8 km, ha una superficie di 4,12 km² e un'altitudine massima di 30 m; si trova all'estremità sud-occidentale dell'isola di Umnak ed è separata dalle isole Four Mountains dallo stretto di Samalga.
Il suo nome aleutino è stato pubblicato nel 1826 dal tenente Saryčev. Padre Veniaminov riferì che nel 1764 abitavano sull'isola almeno 400 persone.